# Житейски уроци
„Житейски уроци“ (на английски: The Education of Little Tree) е американска драма от 1997 г., написан и режисиран от Ричард Фриденберг, базиран на едноименния роман от 1976 г. на Аса Ърл Картър. Във филма участват Джеймс Кромуел, Танту Кардинал, Джоузеф Аштън, Греъм Грийн и Мика Бурем. Премиерата на филма е в Съединените щати на 25 декември 1997 г. от „Парамаунт Пикчърс“.

## Актьорски състав
| Актьор             | Роля              |
| ------------------ | ----------------- |
| Джоузеф Аштън      | Малкото дърво     |
| Джеймс Кромуел     | Гранпа            |
| Танту Кардинал     | Гранма            |
| Греъм Грийн        | Уилоу Джон        |
| Мика Бурем         | Малкото момиче    |
| Кристофър Хейердал | Пайн Били         |
| Крис Фенъл         | Уилбърн           |
| Лени Паркър        | Марта             |
| Ребека Дюи         | Доли              |
| Бил Роуат          | Хенри             |
| Робърт Давю        | Ралф              |
| Норис Домингю      | Господин Дженкинс |